# Rooyackers, Kamps & Kamps
Rooyackers, Kamps & Kamps was een Rotterdams cabarettrio bestaande uit Bor Rooyackers, Tim Kamps en Wart Kamps.

## Biografie

### Amsterdams Kleinkunst Festival
In 1997 besloten Tim Kamps en Bor Rooyackers, die elkaar kenden van de dramaschrijfschool in Utrecht, een cabaretgroep op te richten, waar ze tevens Wart, de tweelingbroer van Tim, voor vroegen. Na enkele maanden schrijven, schreven ze zich in voor het Amsterdams Kleinkunst Festival. Zij werden toegelaten tot de wedstrijd en wonnen, op 1 april 1998 in het Nieuwe de la Mar, zowel de jury- als de publieksprijs, de Wim Sonneveldprijs, voor onder andere Claudia de Breij en Richard Groenendijk.

### Rooyackers, Kamps & Kamps 1
Zij sloten zich aan bij het agentschap Hummelinck Stuurman en begonnen te schrijven aan hun eerste, titelloze, theaterprogramma, dat een snelle mix werd van absurdisme, mime, muziek en dans. De pers gaf de term zapcabaret aan hun stijl, vanwege de korte stukjes, die elkaar in hoog tempo opvolgden. Ook 'escalatie theater' was een term die werd gebruikt om de vorm te omschrijven. Op 26 november 1999 ging de voorstelling, evenals al hun andere voorstellingen, in première in de Kleine Komedie, Amsterdam. In 2001 werd de voorstelling op televisie uitgezonden door de VARA.

### Rooyackers, Kamps & Kamps 2
Op 5 november 2001 ging hun tweede voorstelling Rooyackers, Kamps & Kamps 2 in première. Dit programma had meer verhaal en werd gespeeld rond een bank, die de barrière vormde tussen de wereld voor en de wereld achter de bank. Het grootste verschil tussen het eerste en het tweede programma was dat vanaf het tweede programma duidelijk gebruik werd gemaakt van een decor. In 2003 werd ook deze voorstelling uitgezonden door de VARA.
Van december 2001 tot maart 2003 hadden Rooyackers, Kamps en Kamps een column in het CJP Magazine onder de titel Rooyackers, Kamps & Kamps geven waardevolle tips aan. In 2002 stond Tim Kamps met zijn band Hond op de Jongerentheaterdag in Dordrecht.

### Rooyackers, Kamps & Kamps 3
Hun derde voorstelling Rooyackers, Kamps & Kamps 3 ging in première op 7 december 2003. Deze voorstelling, die zich afspeelt in en rond een flatgebouw, ging over een machtsstrijd tussen Bor en Wart om de gunst van Tim, die zich gedurende de voorstelling steeds meer als een autoritaire dictator ging gedragen. Begin 2006 zond de VARA deze voorstelling uit.
Van augustus 2005 tot juli 2006 hadden Rooyackers, Kamps en Kamps een vaste rubriek in het CJP Magazine, waarin zij lezers hun favoriete wens konden laten uitkomen, onder de titel Wildest Dreams Tour.

### Rooyackers, Kamps & Kamps 4?
Op 28 november 2005 ging de voorstelling Rooyackers, Kamps & Kamps 4? in première. In deze voorstelling waren Bor, Tim en Wart op de vlucht voor de politie in een klein wit autootje, waarna zij terugkijkend op het verleden, besluiten ieder zijns weg te gaan. Met hun witte autootje figureerden zij ook in twee afleveringen van Villa Achterwerk bij Roos en haar Mannen. Bor en Tim als neefjes van Van Rossum en Wart als neefje van Van Oorschot. Begin 2007 werd het programma uitgezonden door de VARA.
In 2006 wordt de band Hond na demo-opnames omgedoopt tot Blinky Palermo. Vanaf augustus 2006 tot april 2007 maakten Rooyackers, Kamps en Kamps voor CJP Magazine een fotostrip, waarin iedere keer een lezer een bijrol speelde, onder de titel RKK, the soap. Voor De Parade 2007 schreef het drietal de voorstelling De souffleur, gespeeld door Rein Hofman, Dunya Khayame, Fockeline Ouwerkerk en Tim en Wart Kamps van eind juni tot begin augustus in achtereenvolgens Rotterdam, Den Haag, Utrecht en Amsterdam.

### Rooyackers vs. Kamps vs. Kamps
Hun vijfde voorstelling, die op 8 december 2007 in première ging, kreeg als eerste programma een officiële titel mee: Rooyackers vs. Kamps vs. Kamps. In deze show spelen zij drie solovoorstellingen, Tims absurdistische programma, Warts music hall show en Bors stand-upcomedyprogramma, door elkaar, waarbij zij elkaar de loef proberen af te steken en vechten om de gunst van het publiek. De poster van de voorstelling werd gemaakt door striptekenaar Floor de Goede.
Op 4 februari 2008 plaatste het trio een filmpje online onder de titel Undercover operatie Tim Kamps. Het filmpje was een parodie op het undercoverinterview van Patrick van der Eem met Joran van der Sloot. In het filmpje biechtte Bor aan Tim op dat hij een voorstelling in Doetinchem had laten afgelasten, omdat hij geen zin had en hij daarom een voetbalblessure had gefingeerd. Het filmpje werd meer dan een half miljoen keer bekeken.
Op 29 februari 2009 maakte Bor Rooyackers bekend dat hij de cabaretgroep had verlaten om zich meer te kunnen gaan toeleggen op schrijven en regisseren. Tim en Wart besloten hierop door te gaan als duo onder de naam Kamps & Kamps. Een nieuw programma wordt in oktober 2009 verwacht.

### Het Monica Da Silva Trio
In de zomer van 2009 vormt Tim Kamps samen met schrijver en cabaretier Arjen Lubach, bekend van Op Sterk Water, Buro Renkema, 3FM en De Nieuwste Show, het Monica Da Silva Trio.
Ze speelden op De Parade 2009 zo'n 150 voorstellingen.

### Kamps & Kamps 1
Op 12 december 2009 ging het programma Kamps & Kamps 1 in première in De Kleine Komedie in Amsterdam. Het programma, dat geregisseerd werd door Colette Notenboom en Paul Vermolen, greep weer terug op de eerste programma's, door het hoge tempo en de snel afwisselende scènes. Het programma had als thema broedertwist en in het programma worden diverse historische en fictieve figuren opgevoerd als Jezus en Gandalf. Kamps en Kamps 1 werd tot eind 2010 in reprise gespeeld.

## Dvd-uitgaven
- Rooyackers, Kamps & Kamps 1 & 2 (beide shows op 1 dvd)
- Rooyackers, Kamps & Kamps 3
- Rooyackers, Kamps & Kamps 4? (inclusief de Villa Achterwerk afleveringen)